# Johnius novaehollandiae
Johnius novaehollandiae är en fiskart som först beskrevs av Steindachner, 1866.  Johnius novaehollandiae ingår i släktet Johnius och familjen havsgösfiskar. Inga underarter finns listade i Catalogue of Life.